# Cirencester Town FC
Cirencester Town FC (celým názvem: Cirencester Town Football Club) je anglický fotbalový klub, který sídlí ve městě Cirencester v nemetropolitním hrabství Gloucestershire. Založen byl v roce 1889. Od sezóny 2018/19 hraje v Southern Football League Division One South (8. nejvyšší soutěž). Klubové barvy jsou červená a černá.
Své domácí zápasy odehrává na Corinium Stadium s kapacitou 4 500 diváků.

## Úspěchy v domácích pohárech
Zdroj: 
- FA Cup
  - 4. předkolo: 2001/02, 2003/04
- FA Trophy
  - 3. kolo: 2002/03
- FA Vase
  - 3. kolo: 1975/76, 1976/77

## Umístění v jednotlivých sezonách
Stručný přehled
Zdroj: 
- 1968–1969: Gloucestershire County League
- 1969–1972: Hellenic Football League (Premier Division)
- 1972–1974: Hellenic Football League (Division One)
- 1974–1978: Hellenic Football League (Premier Division)
- 1978–1991: Hellenic Football League (Division One)
- 1991–1996: Hellenic Football League (Premier Division)
- 1996–1999: Southern Football League (Southern Division)
- 1999–2004: Southern Football League (Western Division)
- 2004–2008: Southern Football League (Premier Division)
- 2008–2010: Southern Football League (Division One South & West)
- 2010–2012: Southern Football League (Premier Division)
- 2012–2014: Southern Football League (Division One South & West)
- 2014–2017: Southern Football League (Premier Division)
- 2017–2018: Southern Football League (Division One West)
- 2018– : Southern Football League (Division One South)

Jednotlivé ročníky
Zdroj: 
Legenda: Z - zápasy, V - výhry, R - remízy, P - porážky, VG - vstřelené góly, OG - obdržené góly, +/- - rozdíl skóre, B - body, červené podbarvení - sestup, zelené podbarvení - postup, fialové podbarvení - reorganizace, změna skupiny či soutěže
| Sezóny  | Liga                                                 | Úroveň | Z  | V  | R  | P  | VG | OG | +/- | B  | Pozice |
| ------- | ---------------------------------------------------- | ------ | -- | -- | -- | -- | -- | -- | --- | -- | ------ |
| 2009/10 | Southern Football League (Division One South & West) | 8      | 42 | 23 | 9  | 10 | 91 | 46 | +45 | 78 | 5.     |
| 2010/11 | Southern Football League (Premier Division)          | 7      | 40 | 13 | 8  | 19 | 59 | 67 | +12 | 47 | 13.    |
| 2011/12 | Southern Football League (Premier Division)          | 7      | 42 | 7  | 9  | 26 | 40 | 78 | -38 | 30 | 22.    |
| 2012/13 | Southern Football League (Division One South & West) | 8      | 42 | 15 | 13 | 14 | 54 | 57 | -3  | 57 | 11.    |
| 2013/14 | Southern Football League (Division One South & West) | 8      | 42 | 29 | 5  | 8  | 95 | 45 | +50 | 92 | 1.     |
| 2014/15 | Southern Football League (Premier Division)          | 7      | 44 | 20 | 12 | 12 | 77 | 54 | +23 | 72 | 8.     |
| 2015/16 | Southern Football League (Premier Division)          | 7      | 46 | 18 | 6  | 22 | 67 | 76 | -9  | 60 | 15.    |
| 2016/17 | Southern Football League (Premier Division)          | 7      | 46 | 11 | 9  | 26 | 54 | 92 | -38 | 42 | 22.    |
| 2017/18 | Southern Football League (Division One West)         | 8      | 42 | 22 | 7  | 13 | 93 | 74 | +19 | 73 | 7.     |
| 2018/19 | Southern Football League (Division One South)        | 8      | 38 |    |    |    |    |    |     |    |        |